# Fossbergom

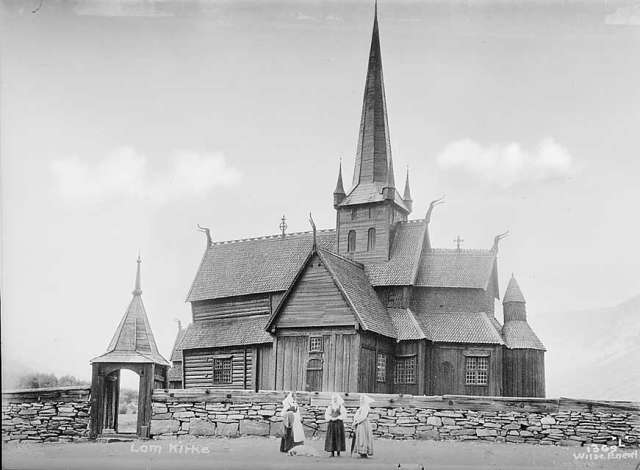
Iglesia de madera de Lom 1880–1890

Fossbergom es el centro administrativo del municipio de Lom, en el centro-sur de Noruega. Su población (en 2012) era de apenas 841 habitantes. Fossberg es una comunidad moderna, en la que la mayoría de las personas trabajan en el turismo, el comercio y el sector servicios.
Bøverdalen es un hermoso valle en la parte occidental de Lom, el cual se extiende desde Fossbergom al área de Sogn, en el oeste de Noruega. Fossbergom está situado donde el río Bovra desemboca sobre la catara Prestfossen.
Fossbergom se encuentra justo en la línea divisoria entre Stryn (Rv.15 carretera Strynefjellsvegen), Sogn (Ap. 55 carretera Sognefjellsvegen) y Valles. Durante los meses de verano, se trata de un importante cruce de carreteras que conecta este y el oeste de Noruega. La carretera Sognefjellsvegen usualmente está cerrada desde octubre / noviembre hasta cerca de finales de abril / principios de mayo debido a las fuertes nevadas que caracterizan la zona y a su peligroso tránsito. Fossbergom también es accesible tomando el tren desde Trondheim u Oslo a Otta, y luego se recorre el resto del camino en autobús (60 km).
El Hotel Fossheim (Fossheim Turisthotell) abrió por primera vez en 1897 un edificio de dos pisos de madera con un ático, sección de cocina, dos salas de estar y siete habitaciones. El sitio se ha ejecutado tanto como una granja y como un hotel hasta la Primera Guerra Mundial, después de que los coches se convirtieron en los medios más comunes de transporte. En los años 1950 y 1960, varias reformas se llevaron a cabo con el fin de satisfacer las exigencias de los nuevos grupos de turistas. Hoy en día, el edificio principal dispone de 26 habitaciones dobles y 3 habitaciones individuales y un restaurante de conexión. El nuevo edificio anexo también fue construido para satisfacer a los visitantes extranjeros.
El Museo geológico del Centro de Piedra de Fossheim (Fossheim Steinsenter) tiene una de las colecciones más grandes de minerales y piedras preciosas en el país.
La iglesia de madera de Lom (Lom Stavkyrkje) data del siglo XIII y se encuentra en Fossbergom. Es una de las mayores iglesias de madera en Noruega, y fue restaurada en el siglo XVII.